# Mallerenga negra ventreblanca
La mallerenga negra ventreblanca (Melaniparus albiventris) és una espècie d'ocell passeriforme que pertany a la família Pàrids endèmica de les muntanyes de l'Àfrica tropical. Anteriorment era una de les moltes espècies inclosa en el gènere Parus, però es va traslladar a Melaniparus després que una anàlisi filogenètica molecular publicada el 2013 demostrés que els membres del nou gènere formaven un clade diferent.

## Distribució i hàbitat
Es troba a les muntanyes de la regió dels Grans Llacs d'Àfrica i l'oest d'Àfrica central, distribuït pel Camerun, Nigèria, Kenya, Tanzània i Uganda.
L'hàbitat natural són els boscos humits tropicals de muntanya.